# فيرناير (سويسرا)
فيرناير (بالفرنسية: Vernier)‏ هي بلدية تقع في كانتون جنيف في سويسرا. قُدِّر عدد سكانها بـ 34.898 نسمة في ديسمبر 2020.